# Olios bombilius
Olios bombilius är en spindelart som först beskrevs av F. O. Pickard-Cambridge 1899.  Olios bombilius ingår i släktet Olios och familjen jättekrabbspindlar.
Artens utbredningsområde är Peru. Inga underarter finns listade i Catalogue of Life.